# 埃弗丽克·基奥
埃弗丽克·基奥（1992年7月9日—），爱尔兰女子赛艇运动员，2020年夏季奥林匹克运动会女子四人单桨无舵手铜牌得主、2022年欧洲赛艇锦标赛女子四人单桨无舵手银牌得主。